# Крижана леді

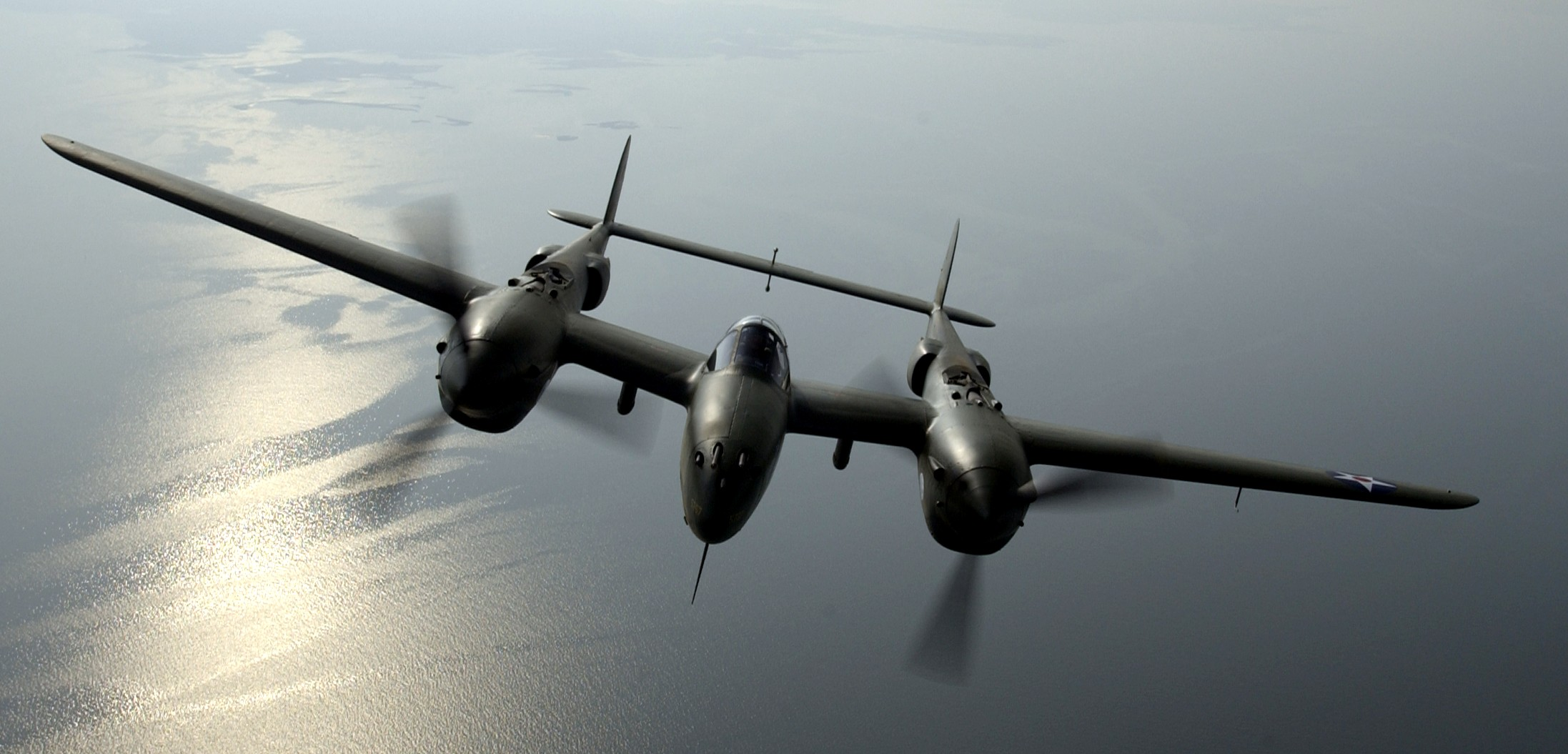
Відновлена "Крижана леді" в польоті

Крижана́ ле́ді (англ. Glacier Girl) — американський винищувач Lockheed P-38 Lightning, 41-7630, б/н 222-5757, часів Другої світової війни, що був похований під крижаним панциром у 1942 році, а згодом видобутий і відновлений.

## Історія
15 липня 1942 року, в ході проведення операції «Болеро», ескадрилья американських ВПС у складі шести винищувачів Lockheed P-38 Lightning та двох бомбардувальників B-17, що прямувала на Британські острови,  через погану погоду і обмежену видимість була змушена здійснити аварійну посадку на острові Ґренландія.
Всі члени екіпажів були згодом врятовані. За наступні 50 років літаки ескадрильї під дією хуртовин і дрейфуючих льодовиків були поховані під 260-футовим крижаним панциром.
У 1992 році, після тривалих років пошуків і розкопок, літак ескадрильї був добутий на поверхню членами Експедиційного товариства Ґренландії і доправлений до Мідлсборо, штат Кентуккі, де він був відновлений.
Розкопки «Крижаної леді» були зафіксовані в епізоді «The History Channel» в серіалі «Mega Movers» під назвою «Extreme Aircraft Recovery».
22 червня 2007 року «Крижана леді» здійснила спробу перельоту через Атлантичний океан з аеропорту Тетерборо, Нью-Джерсі в Даксфорд, Англія. Проте 28 червня стався витік охолоджуючої рідини в правому двигуні літак здійснив вимушену посадку в Гус-Бей, Ньюфаундленд і Лабрадор.
На 22 липня 2007 року було завершено ремонт, що включав встановлення двох двигунів виробництва Allison. «Крижана леді» повернулася до США 23 липня і зайняла своє місце на виставці авіаційної техніки.
У 2007 році «Крижана леді» була продана «Льюіс Енерджі» (Lewis Energy).